# 楚 (春秋)
楚（そ、紀元前11世紀 - 前223年）は、中国に周代・春秋時代・戦国時代にわたって存在した王国。現在の湖北省・湖南省を中心とした広い地域を領土とした。首都は郢と称したが、名前が同じだけで場所は何度か変わっている。

## 歴史

### 楚の成立
楚の成立に関しては、漢民族の母体となった広義の黄河文明に属する諸族が移住して成立したとする北来説と、それとは異質な長江文明の流れを汲む南方土着の民族によって建設されたとする土着説に大きく分かれ、さまざまな仮説があるものの、いまだに定見も有力説も定まっておらず、民衆および支配層がいかなる民族であったのかは解っていない。『史記』楚世家では、楚の祖先は顓頊（五帝の一人で黄帝の孫）であるとする。
北来説の中で有力視されるものに、現在の河南省から山東省南部に分布していた東夷が楚を建国したという説がある。また土着説では、湖北から湖南・貴州省に点在するミャオ族の祖先が楚を建国したという説が有力視されているものの、どちらも有力な証拠はまだない。近年、楚墓発掘の進展で、おおかたの埋葬が王族庶民を問わず周様式の北向き安置ではなく南を向いて安置されており、当時の中国では珍しい形式であるため、土着ではないかとする説がやや有力になっている。
江南諸国は周を中心とした中原諸国から蛮族として蔑まれたが、前史時代から文明を持っており、中原諸国とは異質な建築物や生産様式を有した文化であった。周の建国から少し経ったころに周の史書に現れはじめる（周の史書に記録された国々があった地域から発見された建築物や陶器等の多くは周の様式であるため、明らかに周文化に属する王族や貴族が地方へ封建され建てられた国であり、周囲の土着勢力や楚の祖先と同質かどうかは解らない）。
楚は鬻熊（媸酓）の代に興った国であり、『史記』楚世家はこれを周の文王の時代とする。元来は丹陽周辺で活動していた部族と考えられている。建国後は次第に西へ進出していった。その後、鬻熊の曾孫の熊繹が周の成王から子爵に封じられた。
周の昭王の討伐を受けるが、これを撃退し、昭王を戦死、あるいは行方不明にさせたとされる。その後、熊繹から数えて6代目の玄孫の熊渠の時代に「我は蛮夷であるから中国の爵位にあずからない」とし、自ら王号を称するようになった。しかし周に暴虐な厲王が立つと、恐れて王号を廃止した。18代目の11世の孫の熊徹の時代に侯爵国であった随を滅ぼし、それを理由に周に陞爵を願い出たが、周に断られたために再び王を名乗るようになった。熊徹が楚の初代王の武王となる。

### 覇者荘王と呉越の興隆

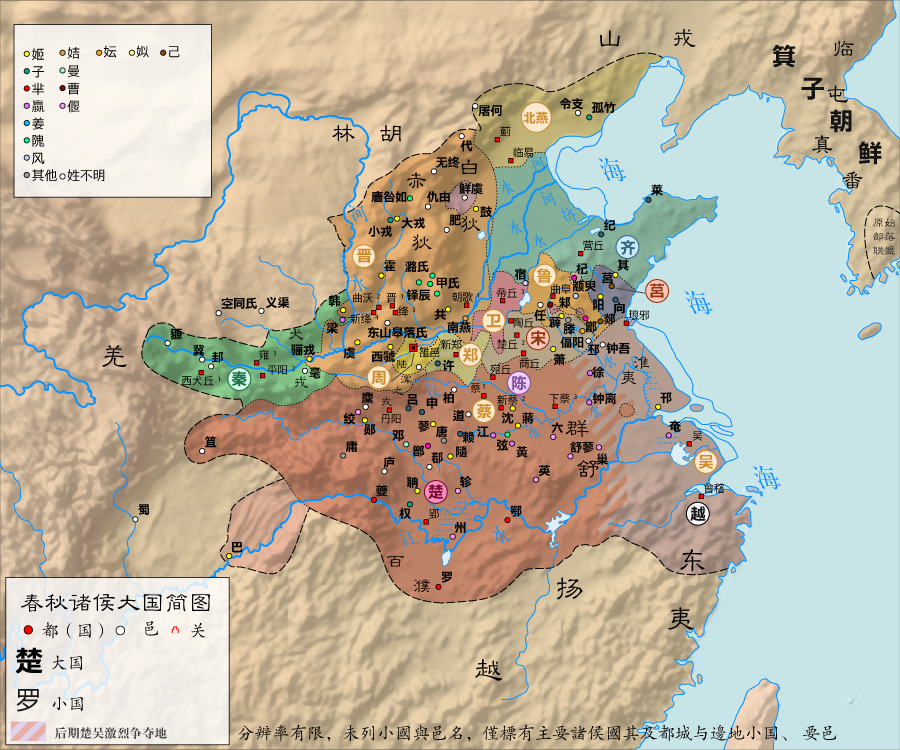
春秋時代、中原を窺う大国楚国の図

文王の時代に漢江・淮河の流域に在った息・蔡・陳などの小国十数国を併合或は従属させ強大化を果たす。成王の時代になると中原の鄭を度々攻めたが、斉が中原に覇権を打ち立てると中原への侵攻は鳴りを潜め、替わって漢江・淮河中下流域の経略を進め徐・黄などの東夷諸国十数国を併呑して領国を拡張した。
6代目荘王の時代になると、強盛な楚は陳・鄭などを属国化して中原を窺うようになる。晋の大軍を邲（ひつ）の戦いで破り、春秋五覇の一人に数えられる。また、荘王の時代に楚は呉と同盟を結ぶ。
覇権を得た楚であったが、荘王の次の7代目共王の代に、鄢陵の戦いにおいて晋に敗れて覇権を失ってしまう。
11代目の平王の時代に伍員（伍子胥）を国外に追放したことにより、伍子胥の補佐を受けた呉王闔閭の軍に首都を陥落させられ、一時滅亡の危機を迎えたが、申包胥の必死の懇願により秦の援軍を取り付け、昭王が復帰することができた。
紀元前334年、威王は攻め込んできた越王無彊の軍勢を破り、逆に越に攻め込んでこれを滅ぼした。

### 楚の衰退

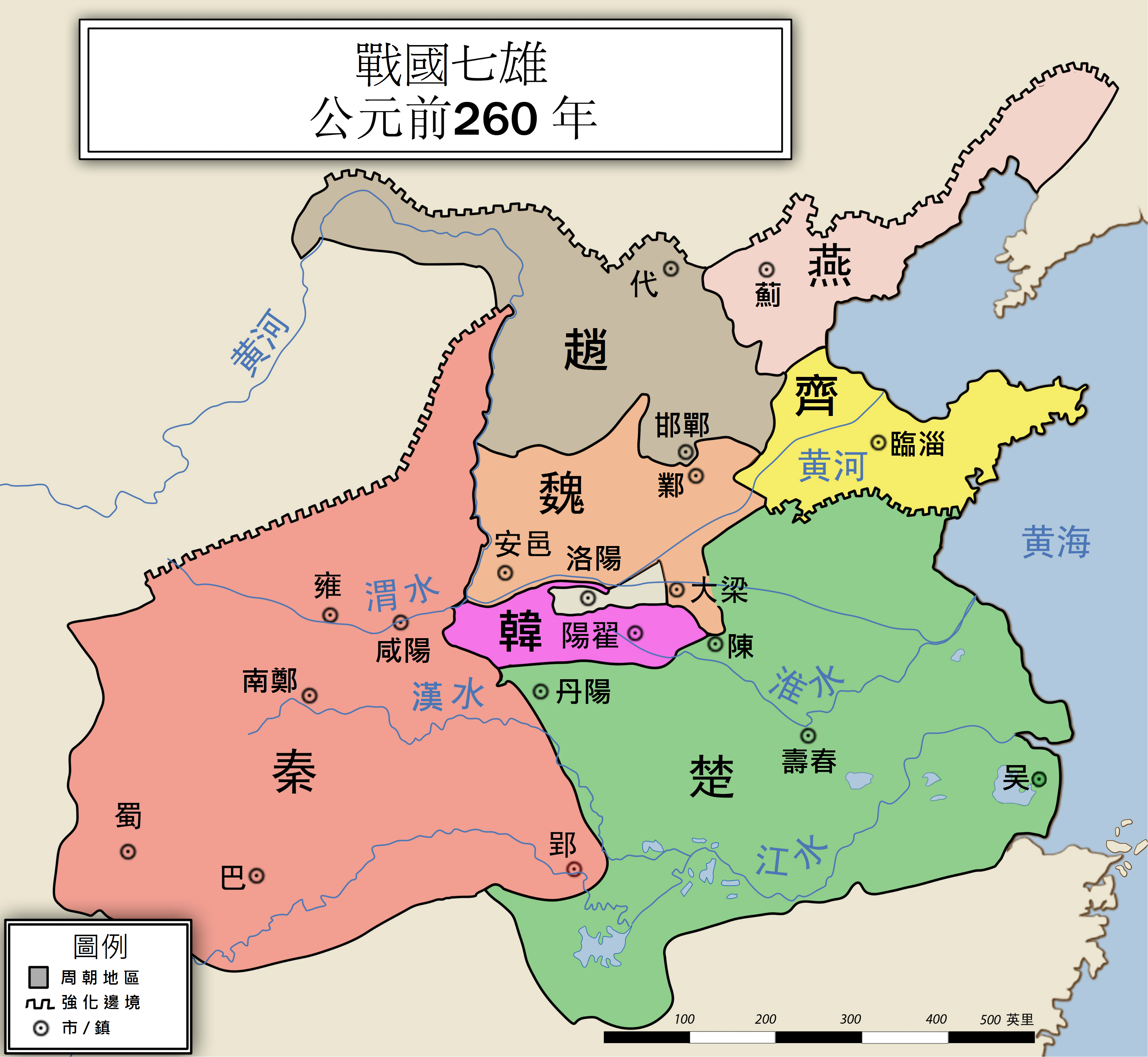
紀元前260年の戦国七雄。緑が楚の版図

戦国時代に入ると人口の比較的希薄な広大な国土に散らばる王族・宗族の数や冗官（俸給のみで仕事の無い官職）が多くなり過ぎ、国君の権力と国の統制が弱化した。他の六国では世襲でない職業官吏や、魏の文侯、秦の恵公などの開明君主に代表される他国出身者の要職登用が成立していたが、戦国時代を通じて令尹（宰相）就任者の大多数が王族であり、それに次ぐ司馬や莫敖の位も王族と王族から分かれた屈氏・昭氏・景氏が独占するなど、旧態依然とした体制を変えられず権力闘争に明け暮れた。
戦国初期は呉に郢を落とされた時代から引き続いて国威が振るわず、魏や韓によって領国北部の淮河流域を奪われ、潁川（潁河）流域の陽翟や梁などを奪われたことが見つかった竹簡に記録されている。
やがて呉起が魏から亡命してくると、悼王の信任を得て前記の弊害を除去する国政改革を断行し、君主権を強め非効率な体制を改めることに成功する。しかし、悼王が死ぬと呉起は殺され、非効率な体制と各地に独立した権力を持つ封建領主が散在する旧情に復した。改革によってある程度国威を回復した楚は、淮河中流域の失地回復は果たせなかったが、長江や淮河の下流域への拡張を推し進め越など諸国を併呑している。
20代目の懐王の時代、圧倒的な強国となってきた秦に対しどう当たるかで親秦派と親斉（田斉）派に家臣は二分した。親斉派の筆頭は屈原であり、懐王に対し秦は信用ならないことを強く説いたが、親秦派の後ろにいた秦の宰相・張儀の策略により屈原は失脚し、地方に左遷された。諌める者がいなくなった懐王は張儀の策略にいいように踊らされ、最後は秦に幽閉されて死去した。
その後も秦の攻勢は強くなる一方で、紀元前278年に白起により首都の郢を陥され、陳に遷都した。
その後は春申君の主導の下に楚・魏・趙などの連合軍が秦へ出兵したが失敗し、寿春へ遷都した。春申君が死ぬとまともに国政を執れる者がいなくなり、秦の王翦将軍に項燕（項羽の祖父）が敗れ、最後の王・負芻は捕虜となる。秦に仕えていた公子・昌平君が大将軍項燕に奉じられて楚王と名乗るが、秦軍に鎮圧され、紀元前223年に滅びた。
その後始皇帝が死去し秦の政治が腐敗すると、陳勝が反乱を起こして張楚と呼ばれる国を建てたが、陳勝が敗北したために楚の旧公族出身である景駒という人物が、留で秦嘉と甯君らによって擁立されて楚王を称した。項燕の子・項梁は甥の項羽（項羽）と英布に命じて秦嘉を討ち取り、景駒は梁に逃れ、まもなく没した。そこで、項梁は范増の助言を採り入れて懐王の孫熊心を擁立して祖父と同じ「懐王」を名乗らせ、西楚を建てた。項羽は勢力を拡げて諸侯の盟主となり、懐王を「義帝」としたが、面倒になった項羽は後に英布に命じてこれを弑して、項羽自らは「西楚覇王」と称した。
項羽が劉邦によって滅ぼされて前漢が成立、楚の地には韓信が封じられた。韓信は後に淮陰侯に降格され、その領地は西の楚と東の荊の二国に分割、それぞれ漢の宗室の劉交と劉賈が封じられた。楚はその後も諸侯王の一つとして存続し、呉楚七国の乱などにも加わっていたこともあった（以降は楚を参照のこと）。

## 文化
春秋戦国時代における楚が注目される理由の一つとして、独特な文化を形成していたことが挙げられる。春秋五覇・戦国七雄の中でもシャーマニズム的な要素を持ち合わせていた楚の墓中からは、「人物竜鳳帛画」や「人物御竜帛画」といったような帛画や「鎮墓獣」といった魔除けを目的とした副葬品など他国にはない出土物も多く確認されている。他国でも動物信仰は行なわれていたが、とりわけ楚では動物信仰が盛んに行なわれていたことも明らかになっている。また中原様式の建物や埋蔵品も発見されていることから、中原の影響も受けており、中国化も進んでいたことがうかがわれる。

## 郭店一号「楚墓」
1993年に郢地で発掘された「荊門市郭店一号楚墓」から、楚独特の漢字である楚文字で書かれた竹簡が大量に発見された。度々盗掘に遭ったせいか、保存状態の良い青銅製祭器が少数しかないため分析が難しく年代の最終的な確定はしていないが、戦国晩期の楚の墓に特徴的な副葬品が無い事などから、これらの竹簡はおそらく戦国時代中期から後期の物である。
竹簡群が発見される以前、楚は史記の記述などから道教や鬼道が盛んな蛮夷の国であり歴史的経緯などから儒教は軽視されたと思われていたが、守役である太傅の遺物とみられる書簡群からは道家の書は老子など4編が見つかっただけで、大半は周礼を始めとする儒家の書であり、貴族子弟の教育に関しては中原諸国と同様だったと考えられる。

## 貝貨
楚の首都であった郢、後に遷都した陳の周辺や江蘇省一帯から貨幣が大量に発見されているが、貝の形を模して青銅で鋳造されている。貝貨は江北に在った中原諸国や秦・燕の他の六大国で造られた鋤形・刀形・円形の貨幣とは明らかに異質なため、南北間の交易は頻繁には行われず南に在った楚は独自の経済圏を形成していたと考えられている。

## 県設置状況
| 新城県 |                  |                    |                                |
| 宛県   | 河南省南陽市一帯 | 悼王               |                                |
| 黔中県 | 湖南省懐化市一帯 | 威王               |                                |
| 江東県 |                  | 懐王による越攻略後 | 県名は江東に位置したことによる |
| 巫県   | 重慶市一帯       | 懐王               | 県名は巫山による               |
| 漢中県 |                  | 懐王               |                                |
| 洞庭県 | 湖南省常徳市一帯 |                    | 県名は洞庭山（君山）による     |
| 蒼梧県 | 湖南省永州市一帯 |                    | 県名は蒼梧山（九嶷山）による   |

## 歴代君主
1. 鬻熊（中国語版）
2. 熊麗（中国語版）
3. 熊狂（中国語版）
4. 熊繹
5. 熊只（中国語版）
6. 熊䵣（中国語版）
7. 熊樊（中国語版）
8. 熊鍚（中国語版）
9. 熊渠（中国語版）
10. 熊毋康（中国語版）
11. 熊摯紅（中国語版）
12. 熊執疵（延）（中国語版）（在位？ - 紀元前848年頃）
13. 熊勇（中国語版）（在位紀元前847年頃 - 紀元前838年頃）
14. 熊厳（中国語版）（在位紀元前837年頃 - 紀元前828年頃）
15. 熊相（中国語版）（在位紀元前827年頃 - 紀元前822年頃）
16. 熊徇（中国語版）（在位紀元前821年頃 - 紀元前800年頃）
17. 熊咢（中国語版）（在位紀元前799年頃 - 紀元前791年頃）
18. 若敖 熊儀（在位紀元前790年頃 - 紀元前764年頃）
19. 霄敖 熊坎（鹿）（在位紀元前763年頃 - 紀元前758年頃）
20. 蚡冒 熊眴（在位紀元前757年頃 - 紀元前741年頃）
21. 武王 熊徹（在位紀元前740年 - 紀元前690年）　初めて王号を名乗る
22. 文王 熊貲（在位紀元前689年 - 紀元前675年）
23. 堵敖 熊囏（在位紀元前674年 - 紀元前672年）
24. 成王 熊惲（頵）（在位紀元前671年 - 紀元前626年）
25. 穆王 熊商臣（在位紀元前625年 - 紀元前614年）
26. 荘王 熊侶（旅）（在位紀元前613年 - 紀元前591年）
27. 共王 熊審（在位紀元前590年 - 紀元前560年）
28. 康王 熊招（在位紀元前559年 - 紀元前545年）
29. 郟敖 熊員（在位紀元前544年 - 紀元前541年）
30. 霊王 熊囲（虔）（在位紀元前540年 - 紀元前529年）
31. 訾敖 熊比（在位紀元前529年）
32. 平王 熊弃疾（居）（在位紀元前528年 - 紀元前516年）
33. 昭王 熊珍（軫）（在位紀元前515年 - 紀元前489年）
34. 恵王 熊章（在位紀元前488年 - 紀元前432年）
35. 簡王 熊中（在位紀元前431年 - 紀元前408年）
36. 声王 熊当（在位紀元前407年 - 紀元前402年）
37. 悼王 熊疑（在位紀元前401年 - 紀元前381年）
38. 粛王 熊臧（在位紀元前380年 - 紀元前370年）
39. 宣王 熊良夫（在位紀元前369年 - 紀元前340年）
40. 威王 熊商（在位紀元前339年 - 紀元前329年）
41. 懐王 熊槐（在位紀元前328年 - 紀元前299年）
42. 頃襄王 熊横（在位紀元前298年 - 紀元前263年）
43. 考烈王 熊完（在位紀元前262年 - 紀元前238年）
44. 幽王 熊悍（在位紀元前237年 - 紀元前229年）
45. 哀王 熊猶（在位紀元前228年）
46. 負芻（熊負芻）（在位紀元前227年 - 紀元前223年）
47. （昌平君）（在位紀元前223年）
（景駒）（在位紀元前208年頃）　秦嘉と甯君らによる傀儡政権（西楚）
48. （懐王（義帝） 熊心）（在位紀元前208年頃 - 紀元前206年）　空位を経て項梁、項羽による傀儡政権（西楚）